# Molossus coibensis
Molossus coibensis — вид кажанів родини молосових.

## Поширення
Країни проживання: Бразилія, Коста-Рика, Сальвадор, Гватемала, Гондурас, Мексика, Нікарагуа, Панама, Перу. Висотний діапазон поширення: від низовин до 1300 м над рівнем моря. Вид можна знайти в сухих, напівлистопадних лісах, вічнозелених лісах і містах. 

## Морфологія
Морфометрія. Довжина голови й тіла: 52—64 мм, хвіст: 28—37 мм, передпліччя: 33—37 мм, задні ступні: 9—11 мм, вуха: 13—15 мм, вага: 10—16 гр.
Опис. Найменший член роду. Верхня частина тіла чорного або темно-коричневого кольору, біле хутро біля основи до близько 1/4 довжини волосся. Низ коричневий, трохи світліший, ніж спина. Хутро коротке, 2-3 мм на плечі, оксамитове. На крупу волосся 8-10 мм. Мембрани, рило і вуха чорні. В іншому вид схожий на Molossus molossus.